# Josefine Jurik
Josefine Jurik (* 30. Mai 1857 in Ungarisch Brod oder 30. Mai 1859 oder 30. Juni 1859 in Wien; † 1. August 1895 in Feistritz bei Lembach (Bistrica pri Limbušu), heute zu Ruše) war eine österreichische Zitherspielerin und Schriftstellerin. 

## Leben
Jurik wurde auf der Zither von Marianne Gremling ausgebildet und trat 1875 erstmals bei Konzerten des Wiener Zitherklubs auf, in den 1880ern auch mit ihrer Schwester Hermine bzw. dem „Zitherquartett Jurik“. Sie gab Zitherunterricht, 1882 war sie Mitbegründerin und erste Präsidentin des „Ersten Wiener Damen-Zitherclubs“. Ab 1883 war sie Herausgeberin und Redakteurin der Zeitschrift „Der Zitherfreund“.
Ab 1884 wirkte sie in Marburg an der Drau, wo sie eine antisemitische Publizistik entfaltete. Die Publikation ihrer Propagandaschrift Episteln gegen die allgemeine Verjudung und weiterer Artikel führte zu umfassenden gerichtlichen Auseinandersetzungen und Beschlagnahmungen. Jurik trat vor Gericht stets selbst auf und hielt zum Teil längere Reden; in der zeitgenössischen Presse wie vom Gericht wurde dabei ihr Geschlecht besonders hervorgehoben. Da sie ihre Schulden bei diversen Druckern nicht zahlen konnte, wurde sie wegen Krida vor Gericht gestellt, aber freigesprochen. Wohl aufgrund dieser häufigen Auftritte vor Gericht wird sie in der Sekundärliteratur zum Teil als Advokatin bezeichnet.
Die folgenden Jahre waren durch verschiedene publizistische Unternehmungen geprägt: 1885 kündigte sie „Die Filarka. Unabhängiges Volksblatt für Humor und Bellestristik“ an, 1889 die Kinderzeitschrift „Himmelsgarten“, 1895 die „Gesundheitswarte. Organ für naturgemässe Heil- und Lebensweise“. Sie publizierte zu Fragen der Kinderernährung, aber auch zu Heimatdichtern, huldigte dem Kaiser und schrieb als „hygienische Schriftstellerin“ Abhandlungen über gesundes Leben. 1891 wurde sie in einen Prozess verwickelt, in dem ihr Mitarbeiter Georg Simoni von Sebastian Kneipp wegen Verstoßes gegen das Urheberrecht angezeigt wurde. Dennoch trat sie in den Folgejahren als „weiblicher Wasserapostel“ auf. Zeitgenössische Quellen lobten ihre „gewandte und schlagfertige Stylistik“ und hoben auch hier ihr Geschlecht hervor.
Jurik starb 1895 bei einem Badeunfall in der Drau in der Nähe der Einmündung der Feistritz (Mučka Bistrica). Ihre Leiche wurde in Polstrau angeschwemmt und dort beerdigt.

## Werke
- Adress-Buch der Stadt Marburg. Leon, Marburg an der Drau 1884.
- Episteln gegen die allgemeine Verjudung. Josefine Juriks Verlags Expedition, Marburg a. D. 1885 (Digitalisat).
- Die Türken vor Marburg. Novelle. 1886.[24]
- Du sollst nicht Äpfel stehlen. Humoreske. 1894.[25]

Pataky nennt zahlreiche Publikationen, die nur teilweise nachweisbar sind.